# Syngnathus auliscus
Syngnathus auliscus is een  straalvinnige vissensoort uit de familie van zeenaalden en zeepaardjes (Syngnathidae). De wetenschappelijke naam van de soort is, als Siphostoma auliscus, voor het eerst geldig gepubliceerd in 1882 door Swain.
De soort staat op de Rode Lijst van de IUCN als niet bedreigd, beoordelingsjaar 2007.